# Drets de ciutat
Drets de ciutat és el terme global utilitzat a per a designar el conjunt de drets i privilegis atorgat pel senyor feudal a una ciutat a l'edat mitjana. Aquests drets diferien d'una ciutat a l'altra i d'una època a l'altra.

## Diferents drets

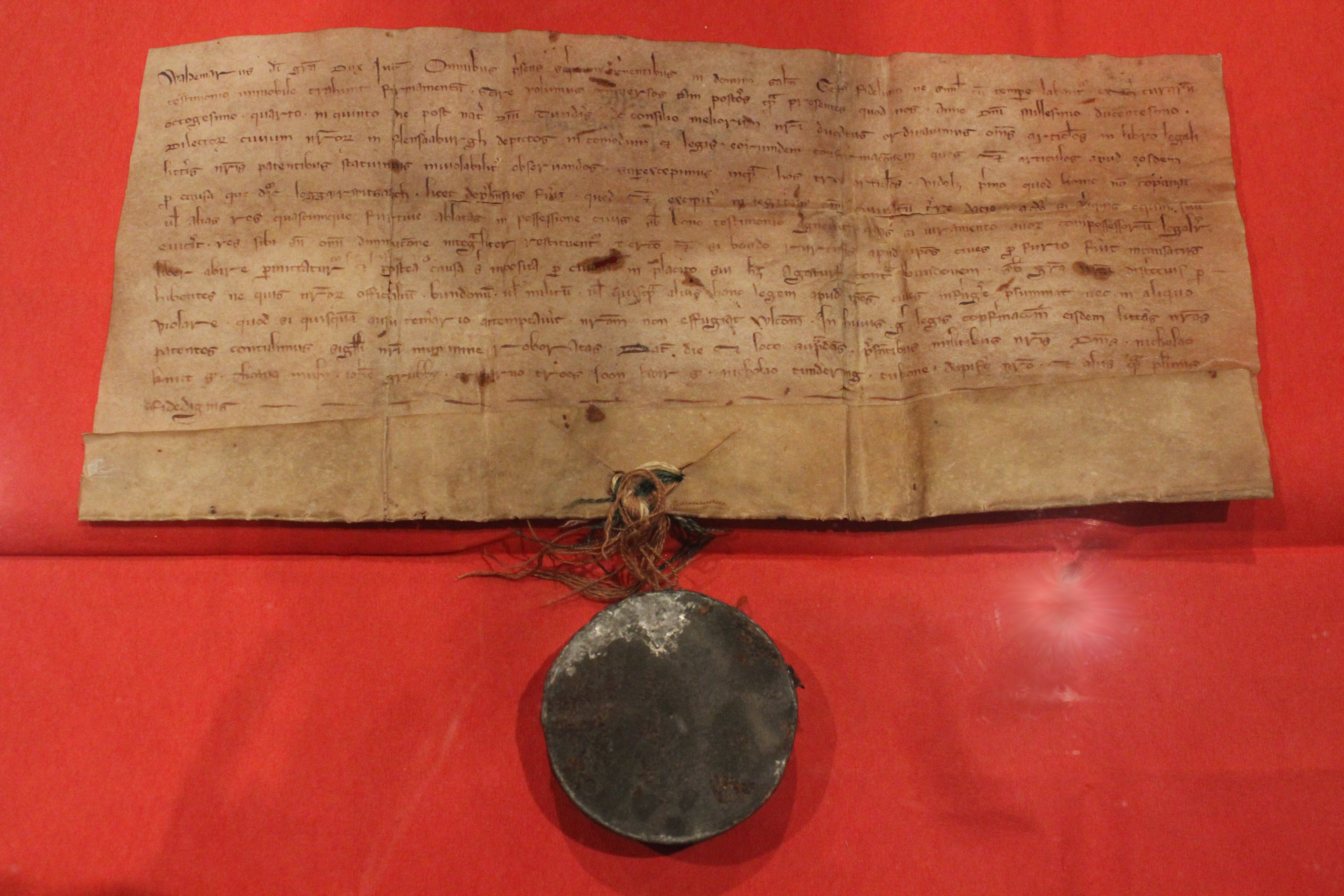
Carta de drets de ciutat de Flensburg (Slesvig-Holstein)

A la conca mediterrània moltes ciutats romanes van continuar existint sense interrupció o van gaudir de l'organització administrativa dels regnes àrabs, i hi ha una continuïtat de drets i deures de les ciutats, que eren anteriors al poder feudal medieval. Ans al contrari a Europa central i septentrional la situació era diferent, com que les infraestructures i l'organització administrativa de les civitates dels romans van ser devastades durant les anomenades «invasions bàrbares» o enllà del Rin mai no havien existit. A l'època feudal, allà els drets de ciutat eren el resultat d'una negociació permanent entre el senyor i el tercer estament del qual el poder econòmic va créixer i que volia una major autonomia. Podien comprendre, entre d'altres: el dret de construir muralles, de mercat, de peatge, dret d'emmagatzematge, de tenir burgmestre i jurisdicció propis, de promulgar lleis i reglaments, d'encunyar monedes, d'explotar un port...
L'autonomia de les ciutats sempre va variar segons l'evolució del poder del govern central (reial, imperial o eclesiàstic) i principalment la riquesa del tercer estament. Negociants rics, com els Fugger a Augsburg prestaven diners als sobirans per a pagar les seves guerres i demanaven a canvi més llibertats. Així certes ciutats, per exemple Venècia o Hamburg van desenvolupar-se com veritables ciutats estats quasi independents. Després de l'annexió per Castella, Barcelona va perdre els seus drets de ciutat així com la seva autonomia fiscal i tots els imposts van recaptar-se per la hisenda reial central. Als països annexats durant la revolució francesa i l'imperi napoleònic, tots els drets i privilegis medievals van ser abolits i reemplaçats pel codi civil francès que segons el segon terme del lema revolucionari llibertat, igualtat, fraternitat, hauria de ser igual per a tothom. Tot i la paraula ciutat va ser substituïda pel neologisme municipi o comuna, que era el mateix per a totes les entitats administratives, siguin rurals o urbanes.
En l'actualitat a la majoria dels països, el títol de «ciutat» és un títol honorífic i s'aplica el dret municipal a totes les entitats administratives.

## «L'aire de la ciutat allibera»
La dita «l'aire de la ciutat allibera» comuna al Sacre Imperi Romanogermànic i a les Disset Províncies expressava la llibertat, sigui econòmica, intel·lectual o moral més gran a les ciutats. Igualment expressa el dret de costum que acceptava que un senyor perdia tots els drets sobre un serf, si aquest havia viscut un any i un dia dins les muralles d'una ciutat. Aquesta llibertat romania nogensmenys relativa, encara que l'alliberat pogués emancipar-se del seu senyor, no obtenia tots els drets i llibertats dels burgesos. Sovint feia part d'un proletariat que encara no en tenia el nom.

## Simbols
La burgesia de les ciutats era molt orgullosa de les llibertats aconseguides amb molts esforços i costs. Als comtats d'Hainaut i de Flandes les cartes dels llibertats solien conservar-se a un edifici construït ad hoc, anomenat belfort, que eren edificis prestigiosos com a símbol del poder de la burgesia faç als dos altres estaments. Al Principat de Lieja, l'atorgament de drets de ciutat implicava el dret d'erigir un monument típic, el perron, amb entre altres elements, les lletres LG que signifiquent Lliure Gent. A les ciutats italianes, la «torre cívica» tenia aquesta funció.

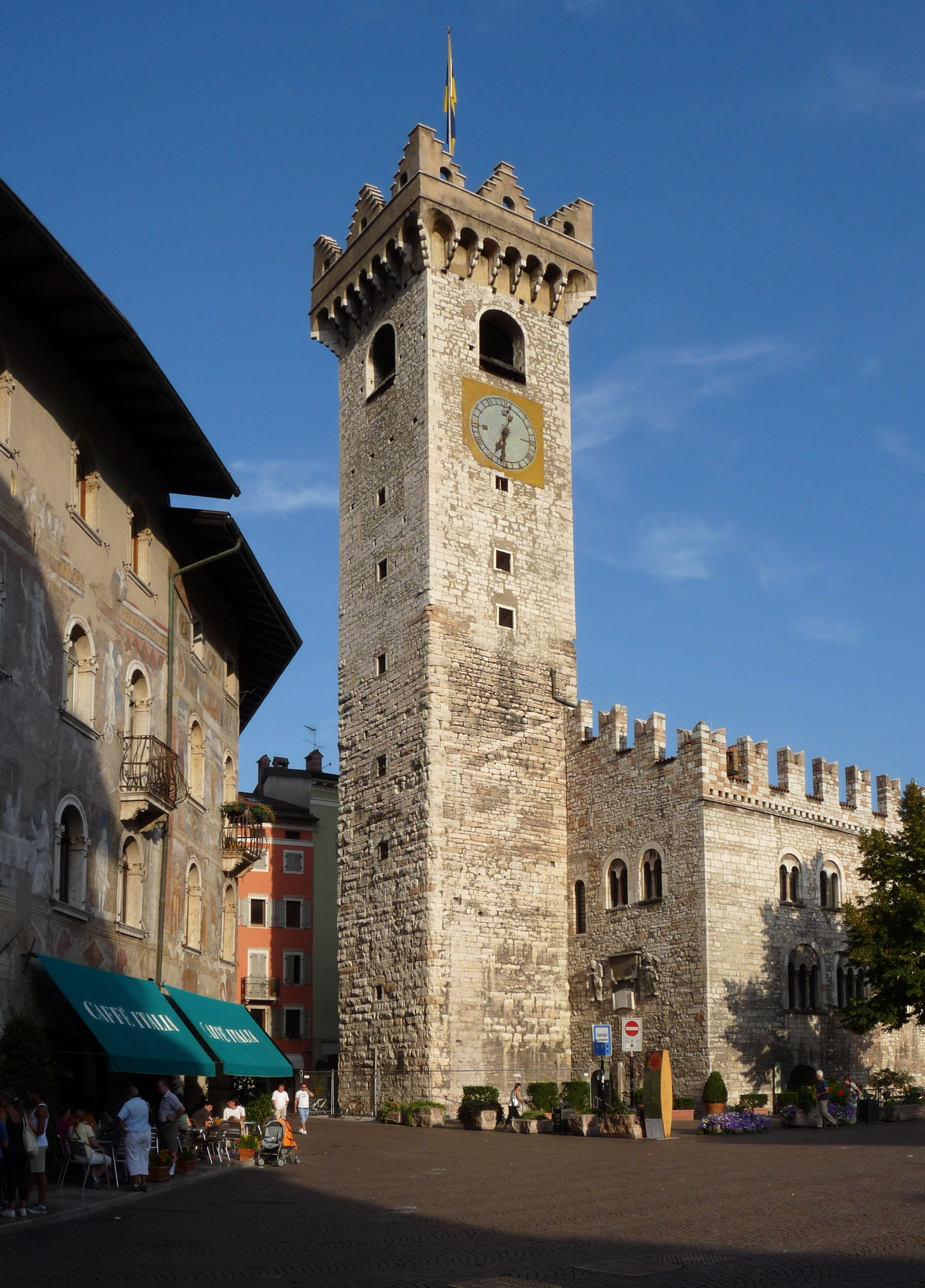
Torre cívica de Trento
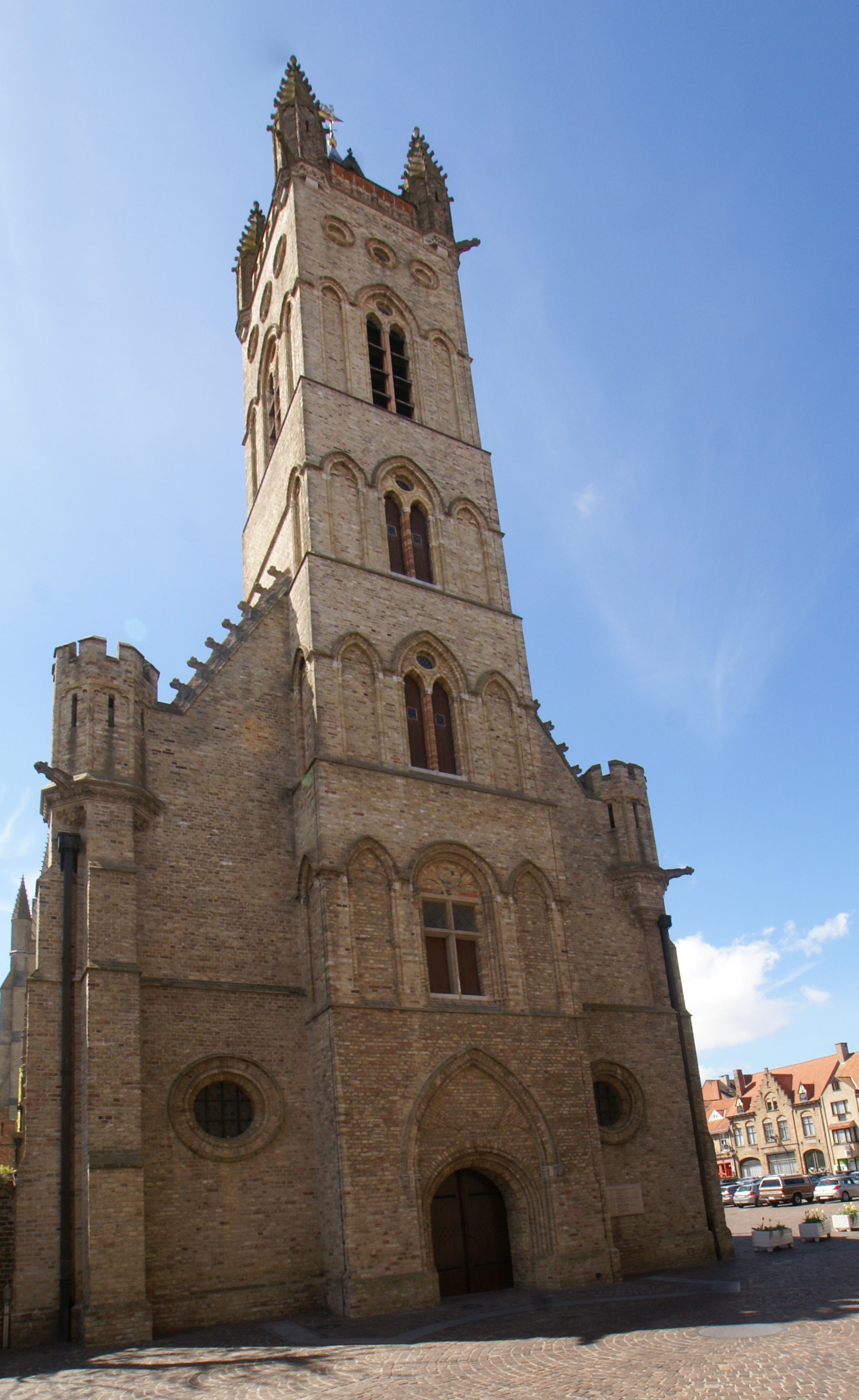
Belfort de Nieuwpoort
El perron a l'escut de la ciutat de Lieja